# 公立鳥取環境大学
公立鳥取環境大学（こうりつとっとりかんきょうだいがく、英語: Tottori University of Environmental Studies）は、鳥取県鳥取市にある公立大学。略称は環境大学、環大、鳥環（とっかん）、TUES。

## 概観

### 大学全体
鳥取県と鳥取市が共同で設置し、学校法人へ寄附することで設立に至った公設民営方式の私立単科大学として開学したが、少子化や高い学費などを理由に志願者数が減少したため、公立大学法人化が検討され、2010年10月に新生公立鳥取環境大学設立協議会が発足し、2012年4月の公立大学法人化が正式に決定、公立大学法人化された。
1992年以降、鳥取県の大学（短期大学を除く）数は鳥取大学1校のみで、日本の都道府県中最少であったが、公立鳥取環境大学の開学により他県にも例のある2校に並んだ（その後2015年に鳥取看護大学が設置され、以降は3校となっている）。
名誉学長は加藤尚武と古澤巌。学長は江﨑信芳（理事長を兼任）。
鳥取県内の大学・短期大学では唯一、専用の郵便番号が割り振られていないため、住所の郵便番号が用いられている（〒689-1111、鳥取中央郵便局）。

#### 略称
環境大学
全国には他にも「環境」の名を冠した大学はあるが、鳥取県内で通用とする言い方の一つ。環大とも。
鳥環（読み：とりかん）
TUES（読み：チューズ）
英字表記:Tottori University of Environmental Studies の頭文字を取った略称。オープンキャンパス等で大学側がよく使う略称。

### 基本理念と目的

#### 基本理念
公立鳥取環境大学では「人と社会と自然との共生」の実現に貢献する有為な人材の育成と創造的な学術研究を行うことを基本理念としている。

#### 目的
公立鳥取環境大学では次の目的を制定している。
- 広く知識を授け、深く専門の学術を教育・研究し、人と社会と自然との共生を実現していくため、豊かな人間性にあふれ、自ら考え行動し、力強く生きる人間の育成。
- 持続的な社会の発展を目指し、地域の自然環境や人と人とのつながりを大切にするローカルな視点を持ちながら、自然環境の保全と人類の経済発展の両面にわたりグローバルに活躍できるバランス感覚に優れた、地域とつながり、地域を担う人材、世界にはばたく人材の育成。[3]

## 沿革

### 年表
- 2001年 - 鳥取環境大学として設立（環境情報学部環境政策学科、環境デザイン学科、情報システム学科）
- 2005年 - 大学院修士課程開設（環境情報学研究科環境情報学専攻）
- 2009年 - 環境政策学科を環境政策経営学科に改称、環境マネジメント学科新設、環境デザイン学科を建築・環境デザイン学科に改称
- 2012年 - 公立大学法人鳥取環境大学設立（環境学部環境学科、経営学部経営学科）
- 2015年 - 法人名を公立大学法人公立鳥取環境大学に、大学名を公立鳥取環境大学に変更
- 2016年 - 大学院修士課程開設（環境経営研究科　環境学専攻、経営学専攻）

## 基礎データ

### 所在地
- キャンパス（鳥取県鳥取市若葉台北1丁目1番1号）
  - 交通アクセス：JR山陰本線・因美線鳥取駅、JR因美線津ノ井駅下車
鳥取駅南口・雲山日交・津ノ井駅前から日交バス受託運行のスクールバスが運行されている。ちなみに、2014年度まで自然堂交通が受託運行していたスクールバスの燃料にはバイオディーゼル(BDF)が用いられていた。
鳥取駅バスターミナル・津ノ井駅前から日交バス若葉台・若桜方面行（路線番号：70H・73・74・75・75B・77）に乗車し、「環境大学前」下車。

#### 学外拠点・就活拠点

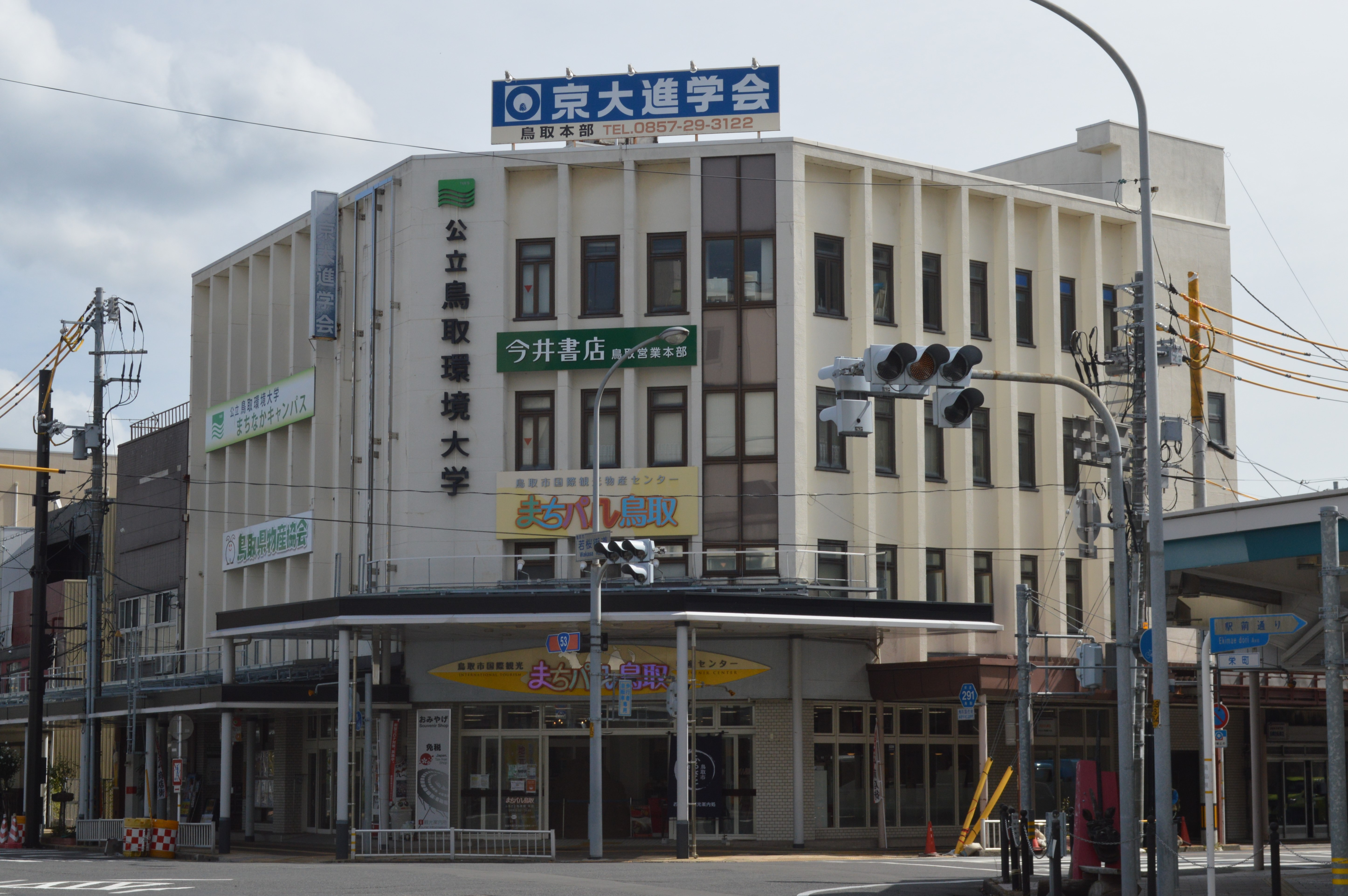
まちなかキャンパス

- まちなかキャンパス（鳥取県鳥取市末広温泉町160 日交本通りビル3階）

公開講座などの各種講座の開講、鳥取県東部・兵庫県北西部地区の商工会議所や経済団体との交流、行政機関との連携など、地域貢献・社会貢献の拠点として活動している。
- 西部サテライトキャンパス（鳥取県米子市角盤町1丁目55-2 中海テレビ放送センタービル（旧NHK米子支局）内）

就職活動を行う学生への支援拠点として、鳥取県西部地区や島根県での求人先の新規開拓、模擬面接や就職相談などを受け付けているほか、公開講座などの各種講座の開講、鳥取県西部地区の商工会議所や経済団体との交流、行政機関との連携など、地域貢献・社会貢献の拠点として活動している。
- 岡山オフィス（岡山県岡山市北区中山下一丁目２番12号　桃太郎大通りビル　201号室）

専任の職員が常駐し、山陽エリアにおける企業開拓や学生募集活動を行うほか、教育・研究成果等の情報発信を行うなど、活動拠点として機能している。
- 関西オフィス（大阪市淀川区西中島6-7-3 第6新大阪ビル2階）

就職指導経験のある職員を配置しているほか、リクルートスーツへの着替えのための更衣室とロッカー、企業情報などの収集のためのパソコンとプリンターを完備している。

### 象徴
学章
先人の知恵を学び、その集積の上に新しい波を作りだし、地球にも人類にも優しい環境をつくることを目指していくという意味が込められている。2005年10月9日の環謝祭において新学章を決定する投票が行われた。
シンボルマーク
地球の自然環境や共生のための学術研究を表すとともに、グローバルに伸びゆく人材の姿を表現している。2011年11月19日に行われた公立化シンポジウムで発表された。
キャッチフレーズ
- 鳥取で、つながる。世界を、つなげる。

鳥取という土地の中で得ることができる、人、地域の歴史、価値観等のつながりをいかしながら、鳥取から日本、そして世界へとつながりを持ち、その世界をつなげていく学びを提供することをイメージしている。

## 教育および研究

### 学部
（2012年から）
- 環境学部
  - 環境学科
- 経営学部
  - 経営学科

### 大学院
（2016年から）
- 環境経営研究科
  - 環境学専攻（修士課程）
  - 経営学専攻（修士課程）

### 旧学部
- 環境情報学部
  - 環境マネジメント学科
  - 環境政策経営学科
  - 建築・環境デザイン学科
  - 情報システム学科

### 旧大学院
- 環境情報学研究科
  - 環境情報学専攻（修士課程）
    - 社会環境学領域
    - 環境デザイン領域
    - 情報システム領域

### 附属機関

#### サステイナビリティ研究所
サステイナビリティ研究所は5つの研究室（分野）で構成され、持続可能な農林水産のあり方や廃棄物問題、自然資源を利用したエネルギーの活用など、環境の持続可能性（サステイナビリティ）をテーマに研究を推進している。2011年3月には、研究所施設が完成し、より一層の研究の推進、研究成果の情報発信を行っている。

#### 地域イノベーション研究センター
地域イノベーション研究センターは創造的かつ発展性に富んだ鳥取固有の豊かな生活実現に寄与することを目的とし地域に関する総合研究、その成果を地域に創造的かつ実践的に展開していく地域貢献および教育の三つの活動分野によって、地域の豊かな生活実現を目指している。

## 学生生活

### クラブ・サークル
公立鳥取環境大学の場合、課外活動を行う団体・組織は、体育部会と文化部会との2種類に大別される。いずれの部会も活動実績などに応じて団体・組織の昇格、あるいは降格があり、部、同好会、愛好会に分けられている。これらは公立鳥取環境大学の学生自治会であるクラブ会によって管理されている。
公立鳥取環境大学では2017年8月1日現在、体育部会で20、文化部会で29の計49の団体が活動している。
サークルは大きく分けて、大学公認サークルと非公認サークルとの2つに分けられている。前者はクラブ会の管轄下にあるが、後者はその限りではない。
なお一般的に前者の場合は〜部、〜同好会と称され、後者の場合は〜愛好会と称される傾向にある。
学生団体
大学当局の公認サークルであり、団体設立には必ず顧問教官を置く必要がある。
体育系
- 空手道部
- 弓道部
- 剣道部
- 硬式テニス部
- サイクリング部
- サッカー部
- 女子バスケットボール部
- 女子バレーボール部
- ソフトテニス部
- ソフトボール部
- 卓球部
- 男子バレーボール部
- ダンス部
- TUES　FUTSAL　CLUB
- 軟式野球部
- 男子バスケットボール部
- バドミントン部
- ハンドボール部
- 山（スキー＆スノーボード）部
- 陸上競技部

文化系
- アトリエちゅーず
- インターナショナル部
- Information Collection 同好会
- 馬っ子部
- 音創部
- 科学部
- 学生メロディー部
- まちあそび部
- Cross Ring
- 弦楽同好会
- 献血推進サークル鴛鴦(OSHIDORI)
- 山陰地域学生間交流サークル
- 手話サークル
- 書道部
- 吹奏楽部
- 生物部
- 地域交流部
- 中山間地域応援隊(MAB)
- TUESジオ部
- TUES地球環境を考える会
- TUES村
- テーブルゲーム研究会
- 天文部
- 人と自然部
- 本学部
- 漫画研究部
- 無国籍茶道部
- ヤギ部
- 和太鼓部
- ポケモンカード同好会

### 学生自治会
公立鳥取環境大学ではクラブ活動、大学祭等、学生の自主活動を支援し、学術文化の向上・スポーツ活動の発展や地域活動の支援に努め、公立鳥取環境大学の学風の醸成に寄与することを目的とした「公立鳥取環境大学学友会」と言う組織しており、公立鳥取環境大学の学生であれば誰でも学友会内の組織に所属する事が出来る。なお公立鳥取環境大学の学生は入学と同時に学友会の会員となる。
学友会組織一覧
- 学友会執行部

運営委員会
学友会の運営委員会は下記の通り。括弧内は学内での略称。
- 学生ISO委員会（学愛）

ISO14001に基づく環境管理活動の企画・運営。
- クラブ会（特に無し）

各クラブ・サークルへの補助、イベントの企画・運営。
- 大学祭実行委員会（環謝祭）

環謝祭の企画・運営。
- 卒業アルバム製作委員会（卒アル）

各種イベントの写真撮影、卒業アルバムの発行。
- 新入生歓迎会実行委員会（新歓）

毎年4月に学内で行われる新入生に対しての歓迎会の企画・運営。
- TUESしゃんしゃん愛好会（しゃんしゃん）

毎年8月中旬に行われる鳥取しゃんしゃん祭の学生連として参加。
- 卒業記念事業実行委員会（卒事）

卒業記念パーティーの企画・運営や卒業記念品の選定。

### 大学祭（環謝祭）
環謝祭（かんしゃさい、Festival to Thanks for Environment、略称はFeTE）は公立鳥取環境大学の大学祭である。大学祭実行委員会により近年は10月第3週の土日の2日間にかけて開催されている。なお環謝祭という名称には「自分の周りの全ての環境に感謝する為のお祭り」との意味が込められている。
2001年の開学に合わせて初めて開催され、2021年現在20回に亘り開催されている（第20回環謝祭は後述の理由より中止）。2017年に平成29年台風第21号に伴う悪天候から2日目の開催を中止とした。また2020年には新型コロナウイルス感染症 (2019年)の拡大を受け「新型コロナウイルス感染防止の観点から」環謝祭を中止とする判断がなされた他、2021年には在籍する学生及び教職員のみで開催するという判断がなされた。

#### ロゴマーク
2012年に開催された第12回環謝祭より現在のロゴマークが使用されている。ロゴを成す三重の輪は内からそれぞれ「委員同士の繋がり」「学生との繋がり」「地域との繋がり」を表しており、内から外へと波紋の様に繋がりの輪が広がって欲しいという願いが籠められている。

#### 年ごとのテーマ
環謝祭のテーマは大学祭実行委員から挙げられたものとアンケートによって学生から挙げられたものを先ず委員会内で一定数内に絞り、最終的には学生を対象とした投票によって決定される。
- 24回（2024年） 開化Bloom～若き盛りで広げる景色～
- 23回（2023年） 灼熱〜笑顔と活気であふれる環謝祭へ〜
- 22回（2022年） 結〜One Heart Forever〜
- 21回（2021年） 一祭合彩
- 20回（2020年） 思い描け環謝道（ウェイ）
- 19回（2019年） 今に環謝〜令和を楽しもう〜
- 18回（2018年） Colorful～虹を架けよう～
- 17回（2017年） Morning Glory～笑顔と笑顔をつなぐ花～
- 16回（2016年） Wave～共に環をつくる～
- 15回（2015年） 革命、余が環境を創るのだ
- 14回（2014年） 華やかにしようで～Let`s enjoy together～
- 13回（2013年） 躍進〜鳥取が誇れる環謝祭へ〜
- 12回（2012年） 『しんか』
- 11回（2011年） 『夢』
- 10回（2010年） かんしゃ〜いままでありがとう、これからもよろしく〜
- 9回（2009年） 一期一会
- 8回（2008年） 一祭入魂
- 7回（2007年） 輝き
- 6回（2006年） つながり
- 5回（2005年） 「All Friendry〜地球に感謝を・人に感動を〜」
- 4回（2004年） 「ECOれ!祭魂!!」
- 3回（2003年） 〜MADE IN TUES〜
- 2回（2002年） 〜日本海の荒波にもまれて〜
- 1回（2001年） 〜はじめまして、鳥取環境大学です〜

## 大学関係者

### 公立鳥取環境大学の人物一覧
歴代学長
- 加藤尚武（名誉学長（初代学長）（専門：環境倫理学、生命倫理学、応用倫理学）
- 古澤巌（農学者）（二代学長兼理事長）（専門：植物病理学）
- 高橋一（三代学長兼理事長）（専門：金融工学、数理ファイナンス）

研究者
- 小林朋道（教授)（専門：動物行動学、進化心理学）
- 田中勝 （専門：廃棄物工学）
- 東樋口護（教授）（専門：居住空間工学・住まいまちづくり居住環境）
- 浅川滋男（教授）（専門：歴史遺産保全、建築考古学）
- 日置弘一郎（教授）（専門：組織論、経営人類学）

## 施設

### 大学本部
1階には学務課、就職相談室、保健室など　2階には学長・副学長室、総務課、企画広報課がある。

### 講義棟
講義だけでなく講演会やパネルディスカッションにも用いられる大講義室を3室、中講義室を9室備えている。

### 情報処理棟
1階には語学系学問を学習する語学演習室　2階には大学院の研究科がある。

### 教育研究棟
5階建ての建物で各階には各学部の教員研究室や学生研究室、ゼミ室を多く備えている。

### 情報メディアセンター（図書館）
約8万冊を蔵書があり、学習に集中できる個人ブースやDVDやビデオを視聴できるAVブースが完備されている。

### 学生センター
1階には学生食堂、ダンクショップ（購買）、英語村、コーナー　2階には文化系サークルも使用できる多目的ホールや和室を完備している。

#### 学食
公立鳥取環境大学の学生食堂は一面がガラス張りで自然光があふれる設計となっている。座席数は最大で500。定食や丼物、麺類をカフェテリア方式で選ぶことができる。学外からの来訪者は利用できない。

#### ダンクショップ（購買）
文具・雑貨・食料品等、学生生活に必要な商品を販売している。学生が利用するには高い料金設定となっている。

#### 英語村
英語でのコミュニケーション能力を身に着けるため、英語を楽しく学ぶ施設として開設された。対象は公立鳥取環境大学の学生や小学生以上の地域住民で、大学運営期間中の平日に開催されている。

## 対外関係

### 国内交流協定締結大学
- 放送大学学園と単位互換協定を結んでおり、放送大学で取得した単位を卒業に要する単位として認定することができる[7]

### 国際交流協定締結大学
- ユニテック工科大学（ニュージーランド）
- パリ・ベルビル建築大学（フランス）
- オーフス建築大学（デンマーク）
- 清州大学校（韓国）
- 江原道立大学（韓国）
- ロシア極東国立総合大学（ロシア）
- ウラジオストク国立経済サービス大学（ロシア）
- 吉林大学（中国）

## 社会との関わり
- 国際交流

清州大学校（韓国）との連携
2002年2月に教育及び研究活動の相互交流協定を締結し、2007年より相互学生交流プログラムに取り組んでいる。このプログラムではお互いの大学に学生を派遣し、お互いの国の伝統文化に触れるなど、様々な形で交流を図っており、清州大学校の学生は、公立鳥取環境大学を訪れ、日本語の勉強や特別講義の受講、茶道、浴衣着衣体験、鳥取砂丘の散策などを体験し、公立鳥取環境大学の学生は清州大学校を訪問し、韓国語の勉強やサムルノリ体験、日韓料理体験、古印刷博物館見学等を行い、互いの文化の類似性と違いを肌で感じ、交流を図っている。
海外英語実習
ニュージーランドのユニテック工科大学に約3週間短期留学する「海外英語実習」では、ユニテック工科大学の通常カリキュラムに参加するオープンクラスと公立鳥取環境大学の学生のみで実施されるクローズドクラスがあり、トータル約100時間の集中講義を受講する。留学期間中はホームステイし、乗馬を体験したり、豊かな自然があふれるロトルアで先住民族マオリの生活習慣に触れるなど、現地の暮らしや文化も学ぶ。
- 市民向け講座・各種セミナー

公開講座（とっとり県民カレッジ連携講座）
公立鳥取環境大学では研究成果の発表や地域住民への教育資源の還元を目的に公開講座を実施している。とっとり県民カレッジとも連携している。TOEICや簿記を学ぶ社会人キャリアアップ講座や小中学生を対象としたものづくり実験等バラエティーに富んだ講座を開催している。
サイエンスカフェ
従来の講演会・シンポジウムとは異なり科学の専門家と一般の人々が、喫茶店など身近な場所でコーヒーを飲みながら、科学について気軽に語り合う場をつくろう！というイギリス発祥の試み。子供たちが遊びをとおして科学を学び、科学の楽しさを知り、科学への興味を養うことを目指し活動する「科学遊び広場」を開催している。対象は小学生（高学年）以上。鳥取市弥生町にあるcafe SOURCE (カフェ・ソース)で行われている。

## 公式サイト
- 公立鳥取環境大学公式サイト
- 公立鳥取環境大学環境学部ウェブサイト
- 公立鳥取環境大学環境学部facebook
- 公立鳥取環境大学経営学部facebook
- ウィキメディア・コモンズには、公立鳥取環境大学に関するカテゴリがあります。

座標: 北緯35度27分3秒 東経134度15分18.4秒 / 北緯35.45083度 東経134.255111度